# Crocicreas megalosporum
Crocicreas megalosporum är en svampart som först beskrevs av Rea, och fick sitt nu gällande namn av S.E. Carp. 1980. Crocicreas megalosporum ingår i släktet Crocicreas och familjen Helotiaceae.  Arten är reproducerande i Sverige. Utöver nominatformen finns också underarten gramineum.